# بنابر
بنابر،گفته میشود نام روستا بدین دلیل است که این روستا شامل اولین بنای ساخته شده در منطقه بود و حتی غاری با قدمت زمان غار نشینی دارد و به دلیل عبور رودخانه پرآب وزوا بناهایی در بر این رود ساخته شده.
روستایی است از توابع بخش قاهان در استان قم ایران .که از میانه آن رودخانه وزوا عبور می کند و دارای چندین شهید گرانقدرو جانباز سرفراز در انقلاب و دفاع مقدس می باشد،که شهید احمد قاسمی بنابری تنها شهید مدفون در خود روستا است.
آستان مبارک امامزاده عاقب در این روستا قرارداشته و این روستا با تجه به طبیعت بکر جز یکی از زیبا ترین روستاهای استان قم میباشد.و از شهر قم فاصله ای 62 کیلومتری و از شهر جعفریه فاصله 32 کیلومتری و از محور جاده قدیم ساوه سلفچگان فاصله 12 کیلومتری دارد.

## جاذبه‌های گردشگری
- روستای هدف گردشگری: بنابر به عنوان یکی از روستاهای هدف گردشگری استان قم معرفی شده است.
- طبیعت بکر: با وجود نزدیکی به مناطق کویری قم، این روستا دارای طبیعت بسیار زیبا، دره سرسبز و رودخانه پرآب است که برای گردشگری و طبیعت‌گردی جذاب است.
- امامزاده عاقب: آستان این امامزاده یکی از اماکن زیارتی و تاریخی روستا است.
- غار باستانی: وجود یک غار با قدمت زمان غارنشینی نشان‌دهنده قدمت تاریخی منطقه است.
- دره قاهان: بنابر بخشی از مجموعه روستاهای دره قاهان است که این دره نیز خود یک جاذبه طبیعی مهم در استان قم محسوب می‌شود و به دلیل سرسبزی، چشمه‌ها، و روستاها با معماری پلکانی در بخش‌های بالادست، گردشگران زیادی را جذب می‌کند.

## جمعیت
این روستا در بخش قاهان  و شهرستان جعفرآباد قرار دارد و براساس سرشماری مرکز آمار ایران در سال ۱۳۸۵، جمعیت آن ۳۱۲ نفر (۷۷خانوار) بوده‌است.